# Jane Porter (scrittrice)
Jane Porter (Durham, 3 dicembre 1775 – Bristol, 25 maggio 1850) è stata una scrittrice inglese.

## Biografia
Jane Porter nacque a Durham, terza dei cinque figli di William Porter e Jane Blenkinshop; era la sorella maggiore del pittore Robert Ker Porter e della scrittrice Anna Maria Porter. Dopo la morte del padre, la famiglia si trasferì a Edimburgo, dove conobbe Walter Scott. Nei primi anni 1790 i Porter si trasferirono a Londra, dove entrarono in contatto con molte delle donne più brillanti della società inglese, tra cui Elizabeth Inchbald, Anna Laetitia Barbauld, Hannah More, Elizabeth Hamilton, Selina Davenport ed Elizabeth Benger.
Nel 1803 scrisse il romanzo Taddeo di Varsavia (Thaddeus of Warsaw), ambientato nella confederazione polacco-lituana del tardo XVIII secolo, che ottenne riscontri molto favorevoli tra i lettori, anche se il grosso dei guadagni andò agli editori. Nel 1810 scrisse uno dei primi romanzi storici scritti in Inghilterra, The Scottish Chiefs, che riscontrò un buon successo tra i lettori e fu tradotto in diverse lingue europee, tra cui il francese. Nel 1817 ottenne un altro successo con The Pastor's Fireside, ma nonostante i molteplici best seller, Porter visse una vita ai margini della povertà, a causa soprattutto della cattiva gestione economica dei fratelli. Di minor successo fu la carriera teatrale: la sua opera Switzerland fu portata al debutto da Edmund Kean nel 1819, chiudendo i battenti dopo una sola replica. Tra il 1826 e il 1828 collaborò con la sorella Anna Maria alla stesura dei romanzi Tales Round a Winter Hearth (1826) e Coming Out (1828). Continuò a pubblicare articoli sui giornali dell'epoca, che furono pubblicati anonimamente o solo con le sue iniziali, "J.P.".
Morì a Bristol nel 1850 all'età di 74 anni.